# Édouard Roche
Édouard Roche (1820-1883) va ser un astrònom francès. L'any 1848 va estudiar l'efecte que exercia la gravetat dels planetes sobre els seus satèl·lits i va determinar que qualsevol matèria (satèl·lits o anells planetaris) situada a menys de 2,44 vegades el radi del planeta no es podria aglutinar per a formar un cos sòlid, i si ja era un cos (com un satèl·lit natural), es disgregaria arribant a trencar-se. Aquesta distància mínima es denomina límit de Roche. En el seu honor un dels cràters de Fobos, satèl·lit de Mart, duu el seu nom.